# Видманштеттенова структура

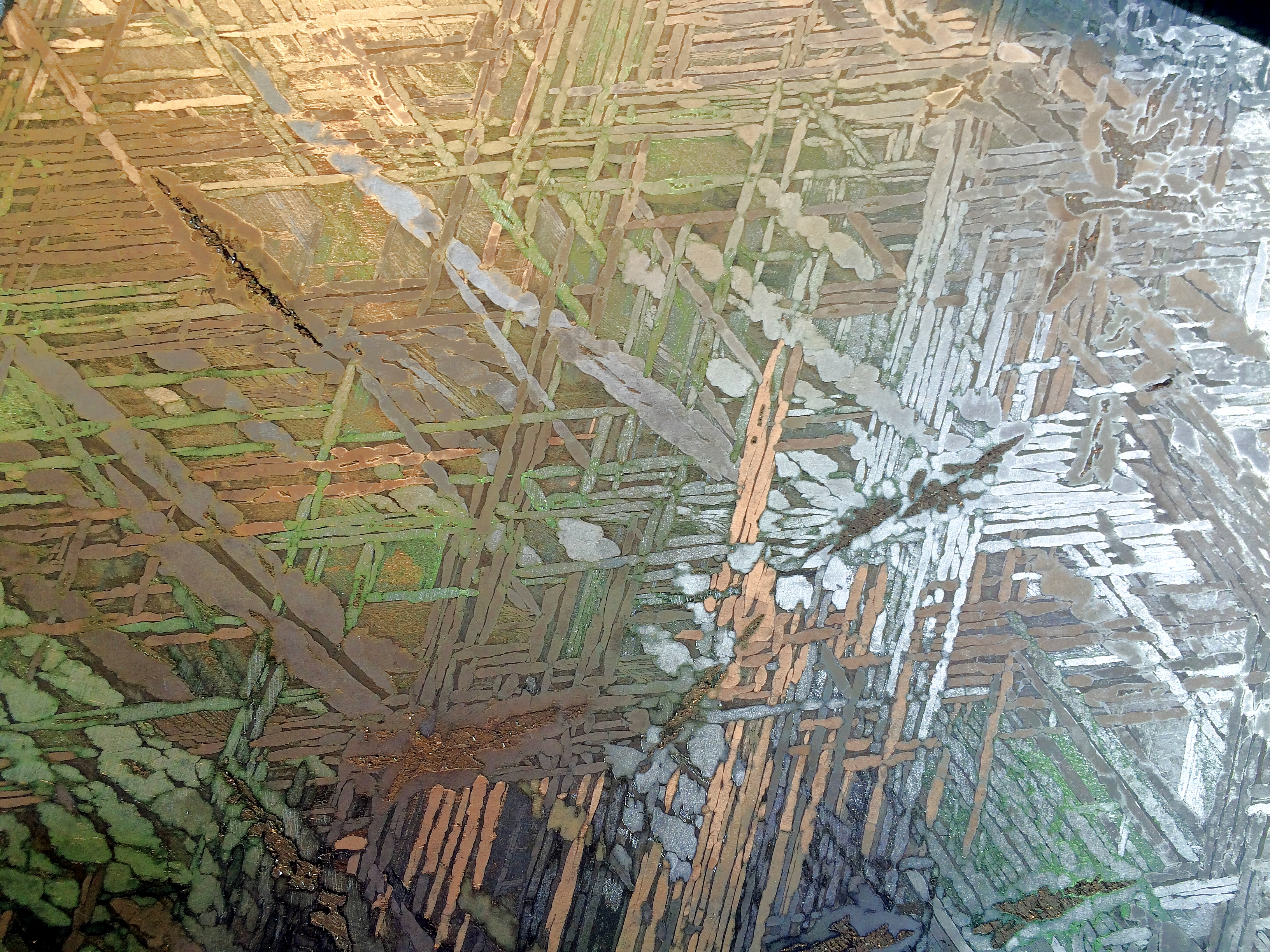
Видманштеттенова структура метеорита

Видманштеттенова структура (встречается также Видманштеттова структура или Видманштетт, а также  Видманштеттеновы фигуры) — разновидность металлографической структуры сплавов в металловедении и метеоритике, отличающаяся геометрически правильным расположением элементов структуры в виде пластин, полигонов или игл внутри составляющих сплав кристаллических зёрен.

## Термин
Термин «Видманштеттеновы фигуры» применялся для обозначения фигур или узоров возникающих при распиле и протравливании кислотой большинства железных метеоритов. Такой узор возникает в том случае, если при низких температурах космоса два кристаллизующихся минерала не могут смешиваться. Попытки создать видманштеттеновы фигуры в лабораторных условиях заканчиваются неудачей.
Термин «Видманштеттенова структура» применяется для характеристики структуры сильно перегретой или литой стали, в которой выделяющийся из аустенита избыточный феррит располагается вдоль октаэдрических плоскостей кристаллов аустенита; в настоящее время употребляется при описании других геометрически упорядоченных структур в сплавах. Возникновение таких структур объясняется тем, что при вторичной кристаллизации и перекристаллизации в твёрдом состоянии пластинчатая или игольчатая форма образующих структуру кристаллов и сочленение их определёнными, сходными по атомному строению, плоскостями обеспечивают минимальную величину упругой и поверхностной энергии.

## История

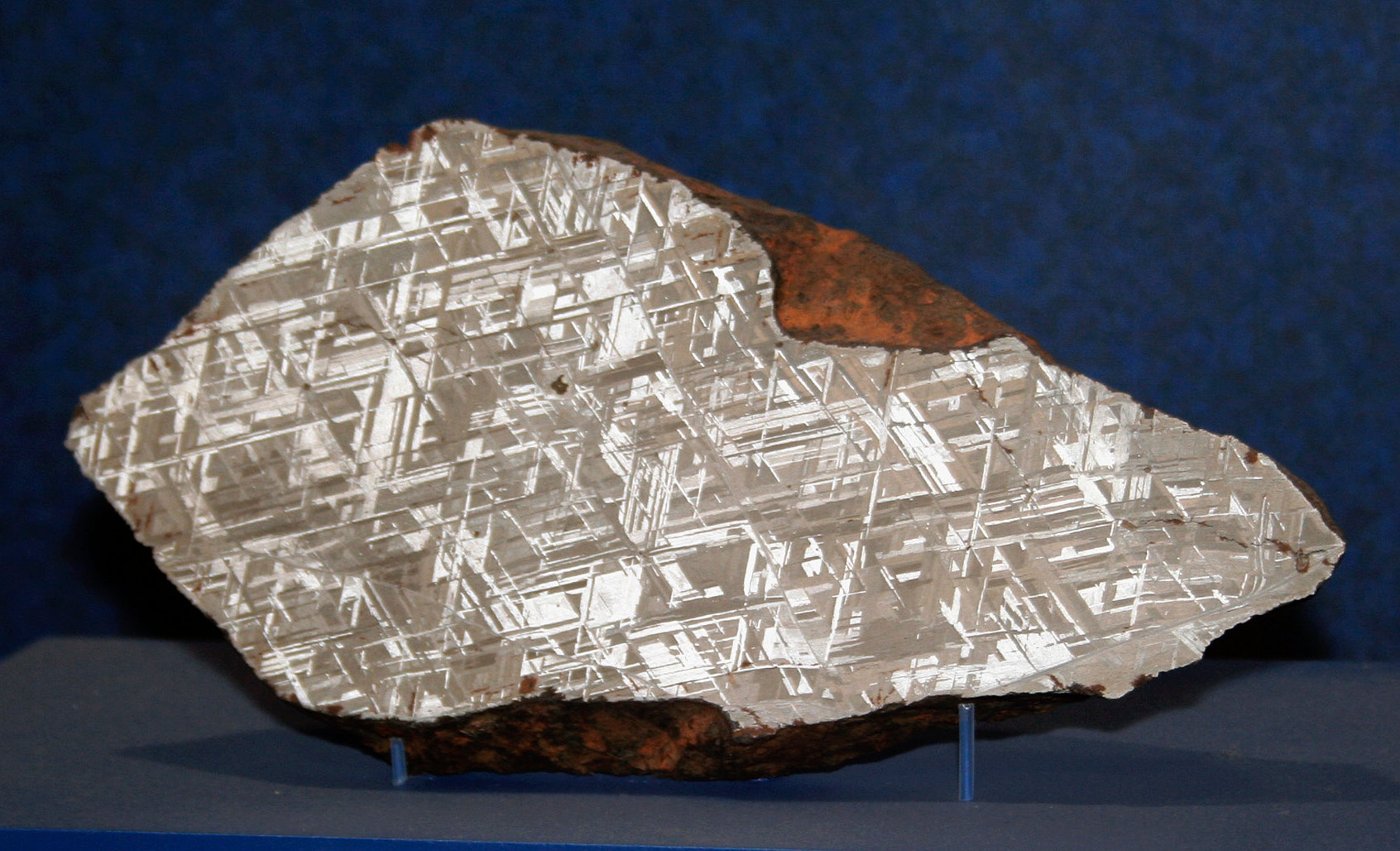
Видманштеттеновы фигуры на спиле метеорита

Видманштеттенова структура впервые обнаружена английским учёным Уильямом Томсоном (англ.) в 1804 году и, независимо, австрийским учёным А. Видманштеттеном в 1808 году при изучении железо-никелевых метеоритов. С тех пор их стали называть «видманштеттеновы фигуры» или «структуры Томсона».